# (474105) 2016 LP19
(474105) 2016 LP19 es un asteroide perteneciente al cinturón de asteroides, descubierto el 22 de julio de 2010 por Wide-field Infrared Survey Explorer desde el telescopio espacial Wide-Field Infrared Survey Explorer (WISE), Estados Unidos.

## Designación y nombre
Designado provisionalmente como 2016 LP19.

## Características orbitales
2016 LP19 está situado a una distancia media del Sol de 2,234 ua, pudiendo alejarse hasta 2,564 ua y acercarse hasta 1,904 ua. Su excentricidad es 0,147 y la inclinación orbital 9,756 grados. Emplea 1220 días en completar una órbita alrededor del Sol.

## Características físicas
La magnitud absoluta de 2016 LP19 es 17,73. Tiene 2,083 km de diámetro y su albedo se estima en 0,112.